# 墨西哥隱麗魚
墨西哥隱麗魚，為輻鰭魚綱鱸形目隆頭魚亞目慈鯛科的其中一種，分布於中美洲貝里斯及墨西哥的淡水流域，體長可達9.7公分，棲息在中底層水域，生活習性不明。

## 擴展閱讀
維基物種上的相關：墨西哥隱麗魚